# ردود الفعل على إعدام صدام حسين
كانت ردود الفعل تجاه إعدام الرئيس العراقي صدام حسين متباينة. دعم بعضهم الإعدام بشدة، لا سيما الذين تأثروا شخصياً بأفعال «صدام» كقائد. وكان بعض هؤلاء الضحايا يرغبون في تقديمه للمحاكمة بسبب أفعاله الأخرى، التي زعم أنها أسفرت عن عدد أكبر بكثير من الوفيات مقارنة بأولئك الذين أدين بسببهم. اعتقد البعض أن الإعدام سيرفع الروح المعنوية في العراق، بينما خشي آخرون أنه سيؤدي إلى مزيد من العنف. دعم كثيرون في المجتمع الدولي محاكمة صدام، ولكنهم عارضوا تحديدًا استخدام عقوبة الإعدام. أدان أنصار صدام الحادثة بأنها ظالمة.
«سيعلم العالم أن صدام حسين عاش بأمانة ومات بشرف، وحافظ على مبادئه، لم يكذب حين أعلن أن محاكمته باطلة.» قال محامو حسين في بيان.
قال المتحدث باسم بنات صدام، "شعروا بالفخر لأنهم رأوا أباهم يواجه جلاده بشجاعة." في عمان، عاصمة الأردن، شاركت رغد أكبر بنات صدام في احتجاجات على إعدام والدها. عبّر المحتجون عن شعورهم بأنّ صدام شهيد وبأنّه القائد العربي الوحيد الذي قال لا للولايات المتحدة".
ووفقاً لتقارير رسمية كان الناس يرقصون ويغنون حول جثة صدام بعد تنفيذ الإعدام. بعد يومين من تنفيذ الإعدام، بدأت الحكومة العراقية تحقيقاً في السخرية، وطريقة تصوير الإعدام.
صرح جورج دبليو بوش، رئيس الولايات المتحدة آنذاك، أن موت الرئيس صدام لن ينهي العنف في العراق. في تكريت، حيث دُفن صدام، منعت الشرطة الدخول إلى المدينة ومغادرتها لمدة أربعة أيام كإجراء احترازي.

## ردود الفعل العراقية

### سياسيون
قال رئيس الوزراء نوري المالكي في بيان إن «العدالة، باسم الشعب، نفذت حكم الإعدام ضد المجرم صدام، الذي واجه مصيره مثل كل الطغاة، خائف ومرتعب خلال يوم شاق لم يتوقعه.» قال أيضاً، «لقد تخلّصت أرضكم الكريمة والنقية للأبد من قذارة الديكتاتور وطويت الصفحة السوداء في تاريخ العراق ومات الطاغية المستبد.» وقال أيضاً إن صدام حسين لا يمثل أية جماعة أو طائفة للشعب العراقي.
«كان العراقيون ينتظرون تنفيذ العدالة، وأعتقد أن العراقيون تلقوا الأخبار التي كانوا ينتظرونها منذ سنوات طويلة،» كما قال وزير النفط العراقي حسين الشهرستاني.
إعدام «صدام حسين» جريمة كبرى. كان «صدام حسين» سجين حرب واعتقلته القوات الأمريكية وليس الحكومة العراقية. إنها جريمة أرادوا إخفاء الكثير من الأمور بها." هذا ما قاله السياسي من السنّة خلف العليان.
«لا أعتقد أن ذلك سيحدث فرقاً كبيراً لأن الوضع قد تدهور إلى درجة أنه يجب اتخاذ إجراءات صارمة جداً لمواجهة الميليشيات واستعادة النظام والقانون» هذا ما قاله عدنان الباجه جي. «بالطبع، لديه بعض الداعمين في العراق، بعضهم مسلحون وقد يرتكبون أفعالاً عنيفة وما إلى ذلك لكن لا أعتقد أن هذا سيحدث فرقاً كبيراً، بصراحة.»
أول رئيس قضاة ترأس محاكمة «صدام حسين»، رزكار محمد أمين، قال إن الإعدام كان غير قانوني، واستشهد ببداية عيد الأضحى لدى المسلمين، وأثناء ذلك، تكون عمليات الإعدام محظورة، وأن القانون العراقي يعني أن تنفيذ أحكام الإعدام بعد 30 يوماً فقط من قرار محكمة الاستئناف بشأن الحكم. نص حكم محكمة الاستئناف بتاريخ 26 كانون الأول ديسمبر 2006 على أن الحكم سيُنفذ خلال 30 يوماً.
كما منع الإعدام أيضاً المحاكمات في قضايا أخرى، بما فيها الهجمات بالأسلحة الكيميائية على حلبجة عام 1988. رفض مركز حلبجة لمناهضة أنفلة وإبادة الشعب الكردي تنفيذ الإعدام، من دون محاكمة صدام بقضايا أخرى بما فيها مذبحة 8 آلاف كردي من قبيلة بارزاني عام 1983، وهجمات كيميائية على سردشت، ومذابح الأنفال عام 1988، وجرائم أخرى. وقت إعدامه، كان صدام يُحاكم، ويواجه تهم الإبادة الجماعية في حملة الأنفال، والتي أسفرت عن 180 ألف وفاة تقريباً. «بالطبع، ارتكب العديد من الجرائم. يستحق من أجل تلك الجرائم عقوبة الإعدام. ولكن تم تنفيذ الأمر بسرعة، وفي قضية واحدة فقط، ذلك يترك القضايا الأخرى ويترك الكثير من الأسرار من دون أن تُعرف»، كما قال السياسي العراقي الكردي «محمود عثمان».

### مواطنون
احتفل الشيعة في العراق بالإعدام، بينما شهدت المدن السنّية احتجاجات. في مدينة الصدر و‌البصرة و‌النجف، رقص المواطنون في الشوارع وأطلقوا أبواق سياراتهم بابتهاج. لكن في تكريت و‌سامراء و‌الرمادي، كانت هناك تقارير عن احتجاجات.
ديفيد ماكدوغال، مراسل في قناة فوكس الإخبارية في بغداد، صرّح بأنه كان هناك ما يُعتقد بأنه إطلاق نار احتفالي في بغداد. مع ذلك، فإن مراسل البي بي سي في بغداد، «جون سيمبسون»، أشار إلى أنه لم يكن هناك إطلاق نار أكثر مما يُسمع عادة في شوارع المدينة.
وأعرب الناس في العراق عن مشاعر مختلطة، حيث أعرب البعض عن سرورهم لتنفيذ عملية الإعدام. وقال جواد عبد العزيز وهو مدني فقد والده وثلاثة اشقاء و22 من أبناء عمومته بسبب صدام «الآن هو في قمامة التاريخ». وقال علي حمزة الاستاذ في مدينة الديوانية الشيعية «الآن ستكون جميع عائلات الضحايا سعيدة لان صدام نال عقوبته العادلة». رضى البعض بموت صدام، لكنهم عبّروا عن مخاوف بشأن عدم الاستقرار في العراق. حيدر حامد، صاحب متجر حلوى عمره 34 عاماً في بغداد، وشيعي فقد عمه بسبب صدام، قال، «لقد رحل، لكن مشاكلنا مستمرة. فتسببنا بالمشاكل لأنفسنا بعد صدام لأننا بدأنا نحارب الشيعة ضد السنة والسنة على الشيعة.»
عبر العراقيون الآخرون عن غضبهم واعتبروا صدام شهيدًا. إن الرئيس، القائد صدام حسين شهيد والرب سيضعه مع الشهداء الآخرين. لا تحزن ولا تتذمر لأنه مات في ممات محارب مقدس"، كما قال الشيخ يحيى العطاوي، رجل دين في المسجد. وقعت مظاهرات في سامراء، حيث اقتحم السنة الجامع العسكري، واندلعت أعمال شغب في سجن بادوش في الموصل.

## ردة فعل العالم
عند القبض على صدام في كانون الأول ديسمبر 2003، عبّر الرئيس جورج دبليو بوش عن رأيه بأن صدام كان يستحق «العدالة الأسمى»، مشيرا إلى عقوبة الإعدام. هذا وضع الولايات المتحدة على خلاف مع الدول الموقّعة على الاتفاقية الأوروبية لحقوق الإنسان (المادة 2) ومعاهدات دولية أخرى تحظر عقوبة الإعدام وتمنع تسليم المشتبه بهم إلى دول حيث يمكن تنفيذ أحكام الإعدام فيها.

### المعارضة
بعد إعدام صدام حسين، أصدر قادة من عدة دول تصريحات. قادة الهند وكمبوديا وسريلانكا ورؤساء البرازيل وفنزويلا عبروا عن معارضتهم للإعدام. أدان نيستور كيرشنر رئيس الأرجنتين أيضاً عملية الإعدام، لكنه اعترف أيضاً بجرائم حسين أثناء فترة حكمه. أعرب قادة وحكومات العديد من الدول الأوروبية أيضاً عن رفضهم الشديد لاستخدام عقوبة الإعدام في هذه القضية وأي قضية، بما في ذلك النمسا، الدنمارك، الدنمارك، ألمانيا، ألمانيا، إيطاليا، النرويج، البرتغال، إسبانيا، السويد، سويسرا، والمملكة المتحدة. المفوّض الأوروبي لمساعدة التطوير "لويس ميشيل" صرح بأن إعدام "صدام حسين" يتعارض مع المبادئ الأساسية للاتحاد الأوروبي. "الاتحاد الأوروبي" يعارض عقوبة الإعدام، بغض النظر عن الجرائم. "ليس يوماً مهماً للديمقراطية"، ذكره "ميشيل" للإذاعة البلجيكية في المجتمع الفرنسي." "يعارض الاتحاد الأوروبي عقوبة الإعدام بشدة ولا يوجد استثناء لذلك المبدأ الأساسي. لا يجب الرد على القسوة بالقسوة. أعتقد أنه كانت هناك وسائل أخرى للانتقام من الوحشية التي ارتكبها "صدام". عقوبة الإعدام ليست جواباً صحيحاً." خشي أن يكون لإعدام "صدام" تأثير سلبي، وأن يخرج الطاغية السابق شهيد. "لا يمكن محاربة الهمجية بأعمال أعتبرها همجية. عقوبة الإعدام لا تتوافق مع الديمقراطية". هذا ما قاله لرويترز. الكاهن "فيدريكو لومباردي"، من الفاتيكان، عبّر عن حزنه ورفضه لعقوبة الإعدام. تشيلي، ليبيا، بلجيكا، روسيا، صربيا عبّرت عن رفضها لعقوبة الإعدام في هذه القضية وأي قضية، وعبرت أيضاً عن مخاوف بشأن آثار تنفيذ حكم بالاستقرار في العراق.
حسني مبارك رئيس مصر، وصف الإعدام بالمخزي وغير المُتوقع. وقال إن الإعدام حوّل الرئيس السابق إلى شهيد. "لا أقول إن كان يستحق عقوبة الإعدام أم لا. أنا أيضًا لا أخوض في مسألة ما إذا كانت هذه المحكمة شرعية تحت الاحتلال. كنت أعلم أنهم يريدون تنفيذ الحكم قبل نهاية العام، لكن لماذا في العطلة الإسلامية؟ يتم إعدام الناس في جميع أنحاء العالم، لكن ما حدث في "بغداد" في اليوم الأول من عيد الأضحى لا يمكن تصوره. "لم أصدق أن هذا يحدث"، هذا ما قاله. "في النهاية، لن ينسى أحد الظروف والطريقة التي أُعدم بها. حوّلوه إلى شهيد وبقيت المشاكل في العراق."
قال معمر القذافي، قائد ليبيا، إنّ صدام حسين كان سجين حرب احتجزته قوّات الاحتلال الأمريكية، وبالتالي كان يجب أن يُحاكم في الولايات المتحدة أو بريطانيا، بدلاً من محكمة كنغر النظام العراقي الدمية. أعلنت ليبيا الحداد 3 أيّام بعد وفاة صدام حسين وألغيت الاحتفالات العامة في عيد الأضحى .
قال محمود أحمدي نجاد، رئيس إيران إن إعدام صدام أثبت أن الثقة بالولايات المتحدة ليست مناسبة، مشيرًا إلى حرب إيران والعراق عام 1988 والتي زعم فيها أن واشنطن شجعَت صدام على خوض الحرب مع طهران ثم أطاحت به من السلطة عام 2003، لأنه لم يعد مفيدًا. يجب على دول المنطقة أن تتعلم الدرس، ومثل إيران، يجب أن تثق فقط في إرادة شعوبها وليس القوى الفاسدة.
ربما كان رومانو برودي، رئيس الوزراء الإيطالي، أحد أكثر الزعماء الأوروبيين صوتا، الذي أعلن أن حكومته ستقوم بحملة في الأمم المتحدة من أجل وقف عالمي لعقوبة الإعدام. وقد أعرب عدد من الشخصيات والأحزاب السياسية الإيطالية عن أسفهم لتنفيذ حكم الإعدام، ويعتزم برودي استخدام انضمام إيطاليا مؤخراً كعضو مؤقت في مجلس الأمن التابع للأمم المتحدة لإقناع الجمعية العامة بتبني حظر.
في تركيا أعرب زعيم حزب الشعب الجمهوري المعارض الرئيسي دنيز بايقال عن أسفه لإعدام صدام حسين، قائلاً، «من المستحيل فهم بهجة أولئك الذين ضغطوا على كل دولة، بما في ذلك تركيا، لسنين لإلغاء حكم الإعدام.»
ذكر مراسل صحفي في رويترز في أفغانستان أنّ قائدًا من طالبان قال إنّ «موت صدام حسين سيرفع معنويات المسلمين. سيشتد الجهاد في العراق وستزداد الهجمات على القوات الغازية.»